# Theridion umbilicus
Theridion umbilicus là một loài nhện trong họ Theridiidae.
Loài này thuộc chi Theridion. Theridion umbilicus được Herbert Walter Levi miêu tả năm 1963.